# Associação Riograndense de Artes Plásticas Francisco Lisboa
A Associação Riograndense de Artes Plásticas Francisco Lisboa é uma tradicional associação de artistas de Porto Alegre, no Rio Grande do Sul, sendo uma das mais antigas em seu gênero no estado, fundada em 1938.
A Associação Chico Lisboa, ou simplesmente a Chico, como é comumente conhecida, surgiu como uma alternativa para o sistema oficial de ensino, discussão e produção de arte oferecido pelo Instituto de Artes da UFRGS. Ao longo de toda a sua história teve um importante papel no incentivo à produção plástica no Rio Grande, e participou de diversos movimentos culturais e políticos de repercussão na cena sulina. Dentre os artistas que fizeram parte de seus quadros estão Carlos Scliar, Guido Mondin, Francisco Stockinger, Vasco Prado, Zoravia Bettiol, Riopardense de Macedo,Carlos Alberto Petrucci e José Francisco Alves.
Seus objetivos declarados são:
- Difundir a produção artística
- Explicitar e lutar pelos direitos do artista na sociedade
- Representar a classe em todas as instâncias
- Agir em defesa da preservação da Arte em espaços privados e públicos
- Garantir o direito à expressão através da arte

Desde a origem mantém, com poucas interrupções, um salão de arte dos mais importantes no estado, e por decreto municipal se tornou a responsável pela organização, entre 1952 e 1960, também do Salão da Câmara Municipal de Porto Alegre. Desde 1958 é uma entidade de utilidade pública, conforme Lei Municipal. 
Durante a ditadura militar suas atividades foram reduzidas, mas voltou com força em 1979, e desde então não cessou de crescer, contando hoje com centenas de sócios e oferecendo intensa programação. Participou da fundação dos pólos culturais de Cachoeira do Sul e Uruguaiana, além de desenvolver outras atividades variadas, como feiras de arte, projetos de itinerância, edição um jornal e outras publicações, e organizando encontros, debates e viagens culturais. Mantém o Prêmio de Artes Plásticas Chico Lisboa e recentemente participou da Executiva do Fórum Gaúcho em Defesa da Cultura e da elaboração das Leis Estaduais de Incentivo à Cultura. Seu presidente em 1991 foi eleito para participar da Comissão Nacional de Incentivo à Cultura e a Associação há pouco tempo foi admitida no Comitê Regional da AIAP-UNESCO (Association Internationale des Arts Plastiques). Sua sede fica na Travessa dos Venezianos, 19.